# 落合ダム

1919年（大正8年）から1939年（昭和14年）にかけて存在した大同電力による木曽川水力発電事業の経緯と発電所位置図

落合ダム（おちあいダム）は、木曽川本川中流部、岐阜県中津川市に建設されたダムである。関西電力株式会社の水力発電専用ダムで、落合発電所（おちあいはつでんしょ）ならびに新落合発電所（しんおちあいはつでんしょ）へ送水して最大3万3,600キロワットの電力を発電する。

## 設備構成

### ダム
落合ダムは木曽川を横断する形で築造されたダムである。山口ダムの下流、大井ダムの上流に位置する。形式は重力式コンクリートダム。ダムの堤高（基礎岩盤からの高さ）は33.33メートル、堤頂長（頂上部長さ）は215.09メートル、堤体積（堤体の体積）は4万5,360立方メートル。ダムには幅7.6メートル・高さ6.1メートルのテンターゲート（ラジアルゲート）が18門並ぶ。
ダムによって形成される調整池の総貯水量は387万2,000立方メートルで、そのうち満水位標高298.88メートルから2.12メートル以内の有効貯水量は100万立方メートルとなっている（数字は2008年（平成20年）3月末時点）。また湛水面積は0.5平方キロメートルに及ぶ（同左）。

### 発電所
落合ダム附設の発電所は落合発電所（北緯35度31分13.6秒 東経137度31分18.5秒 / 北緯35.520444度 東経137.521806度）と新落合発電所（北緯35度31分13.8秒 東経137度31分27.1秒 / 北緯35.520500度 東経137.524194度）の2つがある。落合発電所は最大使用水量83.48立方メートル毎秒・有効落差22.02メートルにて最大1万4,700キロワット、新落合発電所は最大使用水量100.00立方メートル毎秒・有効落差22.10メートルにて最大1万8,900キロワットをそれぞれ発電する。
ダムとともに建設された落合発電所は、左岸側のダムと並ぶ位置に取水口を設ける。ここから約190メートルの開渠による導水路で上部水槽へ導水し、120メートル前後の水圧鉄管2条にて水を落として2組の水車発電機を稼働させる。なお、落差に比して水圧鉄管が長いため、水圧鉄管と発電設備の間にサージタンクを置いている。水車はスウェーデン・ボービング (Boving) 製の立軸単輪単流渦巻フランシス水車を採用し、発電機はアメリカ合衆国・ゼネラル・エレクトリック (GE) 製の容量9,000キロボルトアンペアのものを備える。周波数は60ヘルツを採用。発電所建屋は鉄筋コンクリート構造2階建てで、面積は808.4平方メートル。
1980年（昭和55年）になって設置された新落合発電所は、落合ダムと落合発電所の中間（落合発電所より上流約255メートルの地点）に位置する。取水口と導水路の一部を落合発電所と共用しており、取水量に応じた負荷の切り替えなど同発電所と一体化した総合運転が行われている。水圧鉄管は地下埋設で長さ37メートル。水車発電機は1組のみ設置。水車は荏原製作所製の立軸単輪単流渦巻カプラン水車（出力1万9,500キロワット）、発電機は明電舎製で容量は2万1,000キロボルトアンペアである。周波数は落合発電所と同様60ヘルツを採用する。発電所建屋は半地下式で建設。円筒型をしており、地下は6階まであり地上階には橋形クレーンのみを配置する。

## 歴史

### 落合ダム・落合発電所の建設

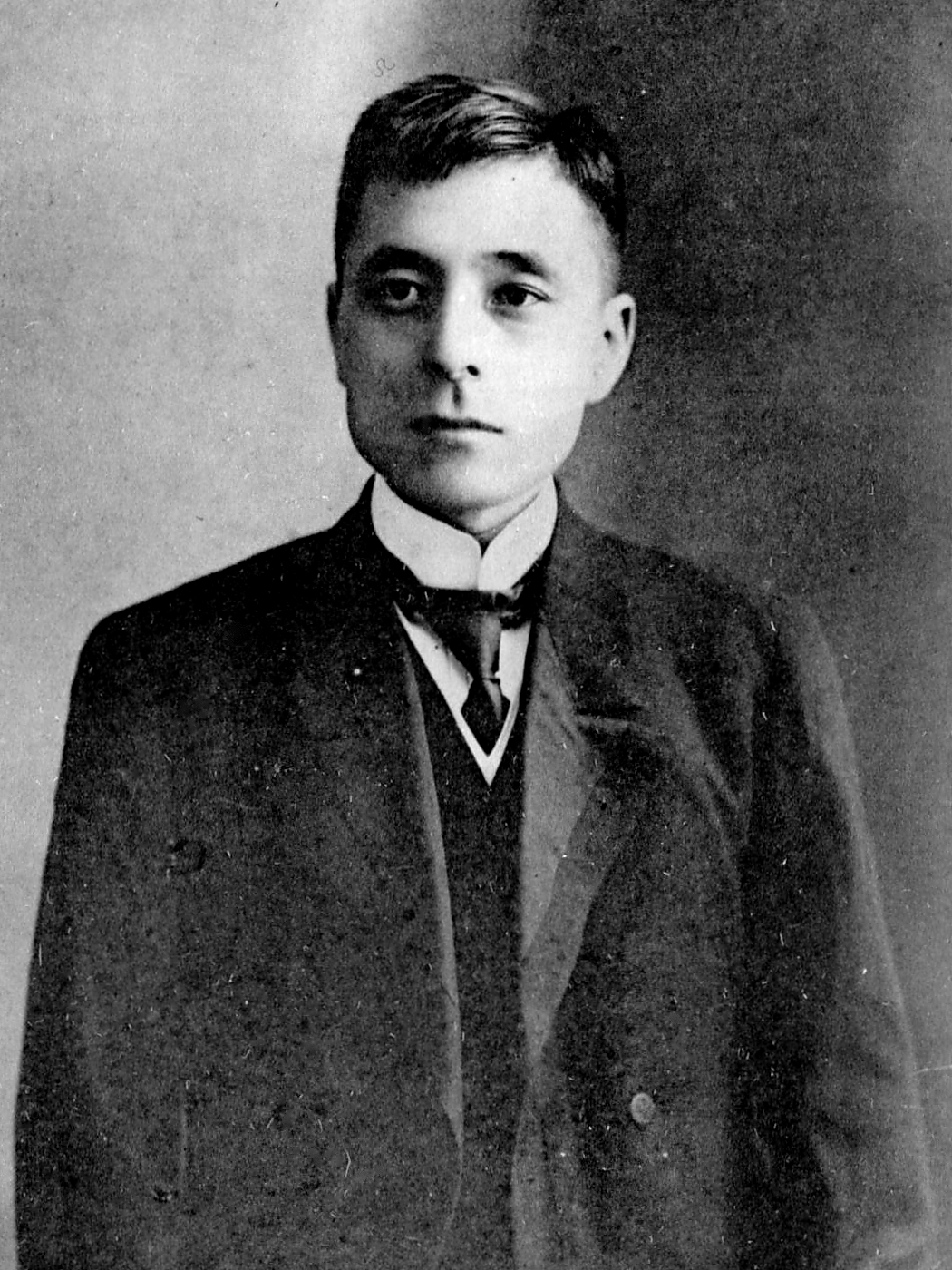
大同電力初代社長福澤桃介

落合ダムおよび落合発電所は、大正から昭和戦前期にかけての大手電力会社大同電力によって建設された。
大同電力が岐阜県内において木曽川の水利権を取得したのは、前身木曽電気興業時代の1920年（大正9年）3月のことである。「落合」地点はこのときに許可を受けた5地点のうちの一つで、当初はダムを持たない水路式発電所の計画であったが、先に完成した下流の大井発電所と同様にダム式発電所へと計画を修正し、1925年（大正14年）4月にその許可を得た。このとき、旧「落合」地点のうち上流側が水路式の「坂下」地点として分離されている。
落合地点における落合発電所の建設は、1925年（大正14年）4月に工事実施認可を得て着工され、翌1926年（大正15年）11月末に竣工、29日付で発電機1台分の使用認可を得て運転を開始した。もう1台の発電機についても同年12月中旬に使用認可が下り運転開始に至っている。発電所出力は当初から1万4,700キロワット。発電所建設にあわせ、名古屋市へと至る既設送電線への連絡送電線が整備された。

### 完成後の動きと新落合発電所建設
1939年（昭和14年）4月1日、電力国家管理の担い手として国策電力会社日本発送電が設立された。同社設立に関係して、大同電力は「電力管理に伴う社債処理に関する法律」第4条・第5条の適用による日本発送電への社債元利支払い義務継承ならびに社債担保電力設備（工場財団所属電力設備）の強制買収を前年12月に政府より通知される。買収対象には落合発電所など水力発電所計14か所が含まれており、これらは日本発送電設立の同日に同社へと継承された。
太平洋戦争後、1951年（昭和26年）5月1日実施の電気事業再編成では、落合発電所はほかの木曽川の発電所とともに供給区域外ながら関西電力へと継承された。日本発送電設備の帰属先を発生電力の主消費地によって決定するという「潮流主義」の原則に基づき、木曽川筋の発電所が関西電力所管となったことによる。
日本発送電時代から関西電力発足後にかけて、木曽川水系上流部の王滝川では三浦ダム・牧尾ダムが建設され大規模な貯水池が出現した。その結果、木曽川の河川流量を年間を通じて調整できるようになり、下流部における流況が改善された。関西電力では、1971年（昭和46年）の新丸山発電所建設以降木曽川開発を中断していたが、オイルショックを機に新規水力開発の経済性が相対的に向上し、また純国産エネルギーとして水力発電を見直す機運が高まったことから、1970年代後半より木曽川開発を再開し、1977年（昭和52年）に伊奈川発電所を新設する。続いて落合地点の再開発に取り掛かり、落合ダムから発電に使用されずに放流される無効放流を有効活用すべく新落合発電所を新設した。運転開始は1980年（昭和55年）2月20日付である。

## 東濃用水との関係
ダムは発電専用であるが、貯水池には東濃用水の取水口が建設され、ここから幹線導水管が多治見市まで伸びている。多治見市を中心とする岐阜県東部地域、通称「東濃地域」は主要な水源として庄内川（岐阜県内では「土岐川」と呼ばれる）より直接取水していたが、庄内川上流部は水量が乏しかった。さらに近年では精密機械工業などの進出に伴い工場が多く立地し、また名古屋市からJR東海・中央本線の快速を使って30 - 40分程度の圏内である事からベッドタウンとして宅地開発が急激に進んだため、従来の庄内川や溜池・地下水での水供給は限界を来たし揚水施設整備の為に水道費が高騰する状況であった。
こうした慢性的な水不足を解消するために岐阜県は木曽川を水源とした「東濃用水建設事業」に着手。水資源開発公団（現在の水資源機構）が管理する牧尾ダムを水源とする為事業費負担を行い、関西電力と発電に支障を来たさない程度の一定量取水を落合ダム湖で行う事で調整を図った。落合ダムで取水した木曽川の水は中津川浄水場を経て幹線導水路より調整池を通じて各地へ送られ、現在は多治見市を始め土岐市・瑞浪市・恵那市・中津川市の東濃地域5市へ上水道・灌漑・工業用水を供給している。東濃用水は1976年（昭和51年）に完成したが、その後水源として阿木川ダム（阿木川）や味噌川ダム（木曽川）を新規に加え、東濃地域の水需要に貢献している。現在は可児市・美濃加茂市の可茂地域と緊急時における水運用調整を図るため、統合事業を計画している。

### 書籍
- 関西地方電気事業百年史編纂委員会（編）『関西地方電気事業百年史』関西地方電気事業百年史編纂委員会、1987年。
- 大同電力社史編纂事務所（編）『大同電力株式会社沿革史』大同電力社史編纂事務所、1941年。
- 日本動力協会『日本の発電所』 中部日本篇、工業調査協会、1937年。NDLJP:1257061。
- 『電力発電所設備総覧』 平成12年新版、日刊電気通信社、2000年。

### 記事
- 有阪浩一・窪田篤・猪股秀則「関西電力（株）新落合発電所納入機器」『明電時報』第154号、明電舎、1980年10月、30-35頁。
- 神野秀基・佐藤克己「19500kW立軸カプラン水車―関西電力（株）新落合発電所納入」『エバラ時報』第113号、荏原製作所、1980年7月、43-47頁。
- 渡部威「木曽川における電源開発の歴史と新大井発電所の建設」『動力』第166号、日本動力協会、1984年5月、39-45頁。